# جیسون بارنت
جیسون بارنت (انگلیسی: Jason Barnett؛ زادهٔ ۲۱ آوریل ۱۹۷۶) بازیکن فوتبال اهل بریتانیا است.
از باشگاه‌هایی که در آن بازی کرده‌است می‌توان به باشگاه فوتبال ولورهمپتون واندررز، باشگاه فوتبال لینکولن سیتی، باشگاه فوتبال اسپالدینگ یونایتد، و باشگاه فوتبال لینکولن یونایتد اشاره کرد.